# Kamimuria himalayana
Kamimuria himalayana är en bäcksländeart som beskrevs av Harper 1976. Kamimuria himalayana ingår i släktet Kamimuria och familjen jättebäcksländor. Inga underarter finns listade i Catalogue of Life.